# Cryptogramme de La Buse
 (septembre 2024).

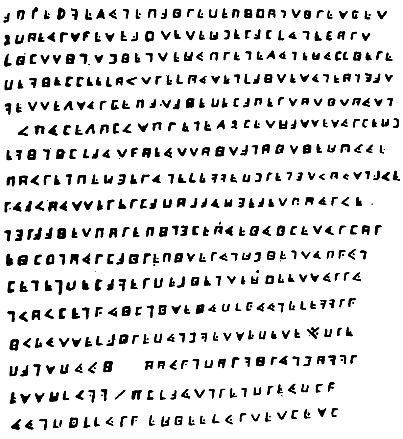
Le « Cryptogramme du forban », tel qu'il a été publié en 1934 dans Le flibustier mystérieux, histoire d'un trésor caché, aux éditions du Masque à Paris.

Le cryptogramme de La Buse est un document crypté que l'on attribue à Olivier Levasseur, pirate que l'on connaît surtout sous le surnom de La Buse. Ce document est supposé permettre de localiser un fabuleux trésor, le trésor de La Buse. 

## Description
D'après la légende orale, retranscrite par de nombreux auteurs, le pirate aurait jeté son cryptogramme dans la foule juste avant de mourir pendu le 7 juillet 1730. Tout en lançant son cryptogramme vers la foule venue assister à sa pendaison, il se serait écrié « Mon trésor à qui saura le prendre… ». Cette phrase est celle citée par Jean-Marie Gustave Le Clézio dans son livre Le Chercheur d'or et par Emmanuel Mezino, auteur de Mon trésor à qui saura le prendre. De nombreux autres auteurs ayant écrit sur le sujet prétendent que La Buse aurait plutôt dit « Mon trésor à qui saura comprendre » ou encore « Mon trésor à qui saura le déchiffrer », mais cette théorie est mise à mal par le déchiffrement du document et la théorie établie par Emmanuel Mezino.
Le cryptogramme dit de La Buse a été présenté au grand public pour la première fois dans l'ouvrage de Charles Bourel de La Roncière Le Flibustier mystérieux, histoire d'un trésor caché, publié aux éditions du Masque en 1934. Une seconde version (quasi identique) de ce document a été publiée dans le livre de Robert Charroux, Trésors du monde, enterrés, emmurés, engloutis, publié aux éditions Fayard en 1962. 
Dans son ouvrage Mon trésor à qui saura le prendre, Emmanuel Mezino présente une nouvelle version de ce document, au texte quasi similaire et comptant cinq lignes de plus, mais dont les pourtours sont agrémentés de dessins. Mezino base par ailleurs son étude sur ce nouveau document, prétendant que la première version du cryptogramme n'est qu'une retranscription incomplète de la version originale.
Robert Charroux prétend que le cryptogramme avait été apporté à Charles Bourel de La Roncière par une certaine madame Savy, habitante des Seychelles et descendante directe de la famille Nagéon de Lestang, qui aurait compté parmi ses membres un énigmatique corsaire qui aurait hérité des trésors des Indes (Bernardin Nagéon de Lestang, dit Butin). Néanmoins, ces affirmations n'ont pas été confirmées publiquement par madame Savy et sa descendance, et rien ne prouve que les faits avancés par Robert Charroux sur l'origine du cryptogramme soient authentiques. La seule certitude que l'on puisse avoir aujourd'hui est que le cryptogramme de La Buse n'est conservé dans aucun établissement public, il semblerait qu'il soit entre les mains de particuliers.

## Le message
Le message semble être écrit dans un alphabet de type chiffre pigpen (parc à cochons), simple chiffre de substitution monoalphabétique. Ce mode de chiffrement était notamment utilisé par les francs-maçons.
Déchiffrement du cryptogramme suivant l'interprétation et l'alphabet établi par Charles de la Roncière :
APREJMEZUNEPAIREDEPIJONTIRESKET
2DOEURSQESEAJTETECHERALFUNEKORT
FILTTINSHIENTECUPRENEZUNECULLIERE
DEMIELLEEFOVTREFOUSENFAITESUNEONGAT
METTEZSURKEPATAIEDELAPERTOTITOUSN
_VOULEZOLVSPRENEZ2LETCASSESURLECH
EMINILFAUTQOEUTTOITANOITIECOUUE
POVRENPECGERUNEFEMMEDHRENGTVOUSNAVE
QUAVOUSSERERLADOBAUCGEAETPOURVE.
NGRAAIETPOREPINGLEOUEIUILETURLOR
EILJNOURLAIREPITERUNCHIENTUPQUN
LENENDELAMERDEBIENTECJEETSURRU
NVOVLENQUILNISEIUDFKUUNEFEMMRQ
IVEUTSEFAIREDUNHMETSEDETESUDRE
DANSDUUI 0 OOUQNDORMIRUNHOMMR
ESSCFVMM/PLFAUTNRENDREUDLQ
UUNDIFFURQECIEEFURTETLESL
D'après Emmanuel Mezino, l'alphabet et le déchiffrement de Charles Bourel de La Roncière sont incomplets, ne prenant pas en compte la lettre Y à laquelle Mezino attache une importance toute particulière pour le déchiffrement du document. 
Déchiffrement du nouveau document présenté par Emmanuel Mezino dans son ouvrage Mon Trésor à qui saura le prendre..., d'après la base établie par Charles Bourel de La Roncière :
APR.EDMEYUNEPAIREDEPIJONTIRESKET
2DOEURSQESEAJTETECHERALFUNEKORT
FILTTINSHIENTECUPRENEYUNECULLIERE
DEMIELLEEFOVTREFOUSENFAITESUNEONGAT
METTEZSURKEPATAIEDELAPERTOTITOUSN
_VOULEZOLVSPRENEY2LETCASSESURLECH
EMINILFAUTQOEUTTOITANOITIECOUUE
POVRENPECGERUNEFEMMEDHRENGTVOUSNAVE
QUAVOUSSERERLADOBAUCGEAETPOURVE.
NGRAAIETPOREPINGLEOUEIUILETURLOR
EILJNOURLAIREPITERUNCHIENTUPQUN
LENENDELAMERDEBIENTECJEETSURRU
NVOVLENQUILNISEIUDFKUUNEFEMMRQ
IVEUTSEFAIREDUNHMETUEDETEYDRE
DANTDUUINQOOUQNDORMIRUNHOMMR
ESSDFVMMXPLFAUTNRENDREUDLQ
UUNDIFFURQECIEEFURTETLESL
- Sont surlignées en gras les différences de déchiffrement proposées par Emmanuel Mezino par rapport à la version donnée par Charles Bourel de La Roncière.
- Sont indiquées en souligné et en italique les lettres ou lignes supplémentaires présentées par Emmanuel Mezino par rapport à la version de Charles Bourel de La Roncière.

## Les interprétations du cryptogramme
En 1947 l'anglais Reginald Cruise-Wilkins étudie le problème et croit découvrir que l'affaire a une connexion avec les douze travaux d'Hercule (supposant que La Buse avait une bonne connaissance de la mythologie grecque et de la bible). Jusqu'en 1970, il a cherché et creusé dans l'île des Seychelles Mahé. Il trouva dans une caverne de vieux pistolets, quelques pièces de monnaie et d'autres reliquats, mais pas de trésor.
Charles Bourel de La Roncière, quant à lui, ne donne aucune interprétation du déchiffrement qu'il propose, se contentant simplement de traduire le document, tout comme Robert Charroux qui reprend dans son ouvrage le travail de l'historien.
Pour sa part, Emmanuel Mezino prétend que le texte du document dissimule une carte stellaire représentant l’Écu de Sobieski. D'après lui, cette carte cachée dans le cryptogramme viendrait compléter une carte des étoiles dessinée sur la terre ferme par les forbans à l'aide de nombreuses gravures dans la roche. La théorie d'Emmanuel Mezino, bien que complexe à première vue, permettrait néanmoins d'expliquer simplement de nombreux points du cryptogramme de La Buse. Ainsi d'après la théorie d'Emmanuel Mezino :
1. La lettre Y de la première ligne du cryptogramme symboliserait l'amas du Canard sauvage (M11). Cette interprétation expliquerait la première ligne du cryptogramme qui pourrait se traduire « Prenez une paire de pigeons ». D'après les astronomes, l'amas stellaire du canard sauvage ressemblerait à un vol d'oiseaux migrateurs, et la « paire de pigeons » décrite dans le cryptogramme de la Buse symboliserait « les deux oiseaux de tête du vol migrateur », tels qu'ils sont cités par l'amiral anglais William Smith, à qui l'on doit la paternité de l'appellation de cette amas stellaire[réf. nécessaire].
2. La lettre Y de la troisième ligne du cryptogramme symboliserait l'étoile Alpha Scuti.
3. La lettre Y de la sixième ligne du cryptogramme symboliserait l'étoile Delta Scuti.
4. Le signe de la ligne 14 du cryptogramme s'apparentant à un Y entouré de deux points symboliserait l'étoile Gamma Scuti.
5. La croix (ou le X majuscule) de la ligne 16 du cryptogramme symboliserait l'étoile SAO 161954, située à proximité de la constellation du Sagittaire.
6. La troisième lettre de la première ligne (un R en alphabet maçonnique) est surmontée d'un point, difficilement décelable sur la version présentée par Charles de La Roncière. M. Mezino explique la présence de ce point comme le symbole de l'étoile Eta Scuti.
7. Enfin, à l'aide des dessins présents sur la nouvelle version du cryptogramme présentée dans son ouvrage et du chiffre "2" de la deuxième et sixième ligne du cryptogramme, M. Mezino affirme que le cryptogramme dissimule deux étoiles supplémentaires, Zeta Scuti et 12 Aquilae (constellation de l'Aigle).

De surcroît, Emmanuel Mezino vient argumenter sa théorie à l'aide d’interprétations simplistes mais non contestables de différents éléments extraits du cryptogramme. Pour finir, il vient étayer sa théorie grâce au plan des signes gravés qu'il aurait découvert sur l'Île de la Réunion, signes gravés qui représenteraient une carte des étoiles gravée sur la terre ferme. D'après Mezino, cette carte stellaire gravée sur la terre ferme aurait été dessinée à l'aide d'un astrolabe, ce qui permettrait notamment d'expliquer la présence du terme « Prenez » dans le cryptogramme, qui serait dû au surnom de cet instrument de mesure : Le Preneur d'étoiles. Ainsi, par exemple, la phrase du cryptogramme « Prenez une paire de pigeons » signifierait qu'il faut compléter la carte stellaire gravée sur le rivage avec la carte des étoiles cachée dans le cryptogramme, le terme « prenez » indiquant qu'il faut réaliser cette opération avec un astrolabe (le preneur d'étoiles).
Bien que Mezino ne soit pas en mesure de prouver la véracité de la théorie qu'il évoque dans son ouvrage grâce à la découverte du trésor, les faits et éléments qu'il présente dans son livre restent avérés et difficilement contestables d'un point de vue scientifique et historique[Interprétation personnelle ?]. Ils permettent notamment d'expliquer de manière argumentée la phrase qu'aurait criée au pied de la potence Olivier Levasseur « Mon Trésor à qui saura le prendre... », rejoignant ainsi les dires de Le Clezio tout en permettant d'apporter un nouveau regard sur le champ lexical choisi par l'auteur Mauricien. Cependant, Mezino disant explicitement « Je ne vous dirai pas tout... » et le trésor n'ayant officiellement toujours pas été découvert, le mystère, bien qu’éclairci partiellement[Interprétation personnelle ?], perdure.